# Graça (canção)
"Graça" é um single gravado pela banda cristã brasileira Trazendo a Arca, registrada no álbum de Na Casa dos Profetas, lançado em novembro de 2012. Foi a segunda canção do disco a ser divulgada na mídia cristã e disponibilizada pela banda para audição antes do seu lançamento, em setembro de 2012 pela própria banda em seu canal oficial no YouTube juntamente com "Na Casa dos Profetas", a faixa-título. Foi escrita pelo vocalista Luiz Arcanjo, e seus arranjos pelo ex-integrante Ronald Fonseca.
Com influências do canto congregacional e do pop rock, sua melodia lembra o estilo das canções mais lentas da banda, com toques de teclado, solos de guitarra preenchidos com arranjos de cordas. O peso é ganhado mais adiante, com os vocais de apoio, que fazem-se presentes apenas nos refrões em sua primeira parte. A letra, que versa sobre a graça de Deus recebeu avaliações positivas da mídia especializada. A canção, também dentre as lentas do álbum é a mais executada e divulgada pelo grupo em seus eventos. A versão divulgada pela banda em seu canal oficial do YouTube possui diferenças em relação a lançada no CD, sendo esta última mais curta.
Conceitualmente, à exceção de "Na Casa dos Profetas" e "Celebrai" foi a canção escolhida anteriormente para ser o título da obra. Porém, o projeto gráfico oficial feito por David Cerqueira agradou mais o grupo, sendo descartado.

## Créditos
Créditos adaptados do encarte de Na Casa dos Profetas:
Banda
- Luiz Arcanjo - Vocal
- Ronald Fonseca - Arranjo
- André Mattos - Bateria
- Deco Rodrigues - Baixo
- Isaac Ramos - Guitarras e violão

Músicos convidados
- Jamba - mixagem, masterização, teclado, captação de voz e baixo
- Bene Maldonado - captação de guitarra
- Samuel Júnior - captação de bateria
- Quiel Nascimento - Arranjos de cordas
- Fael Magalhães - Coral e vocal de apoio
- Cleyde Jane - Coral e vocal de apoio
- Cíntia Oliver - Coral
- Raquel Cristina - Coral
- Vanda Santos - Coral
- Tita Perr - Coral
- Thiago Lucas - Coral
- Ruben Oliferr - Coral
- Adiel Ferr - Coral
- Alice Avlis - Coral e vocal de apoio
- Josely Ramos - Vocal de apoio
- Rafael Brito - Vocal de apoio
- Davi Graton - Violino
- Igor Sarudian Sky - Violino
- Camila Yasuda - Violino
- Carolina Kliemann - Violino
- Anderson Cardoso - Violino
- Véronique Mathieu - Violino
- Karina Petry - Violino
- Marcela Sarudianascy - Violino
- Daniel Fernandes - Viola
- Alexandre Razera - Viola
- Wilson Sampaio - Violoncelo
- Júlio Cerezo Ortiz - Violoncelo
- Sérgio Jachelli - Técnico de estúdio